# Inmanencia
La inmanencia es el ente intrínseco de un cuerpo; en filosofía se califica a toda aquella actividad que pertenece a un ser, cuando la acción perdura en su interior, cuando tiene su fin dentro del  mismo ser. Se opone por lo tanto a la trascendencia.
Así, Agustín de Hipona pudo decir que la inmanencia es, precisamente, la propiedad por la que una determinada realidad permanece como cerrada en sí misma, agotando en ella todo su ser y su actuar. La trascendencia supone, por tanto, la inmanencia como uno de sus momentos, al cual se añade la superación que el trascender representa.
El concepto de trascendencia, a diferencia de la inmanencia, está determinado desde el exterior y desde una posición jerárquica superior ya sea la ley natural o Dios. Lo inmanente se toma entonces como el mundo propio, lo que vivimos en la experiencia, siendo lo trascendente la cuestión sobre si hay algo más que condiciona el mundo que conocemos, el que haya una cuestión de si hay o no algo más que condiciona el mundo no garantiza la existencia de lo trascendente.
Estos conceptos ocuparon también un papel importante en la filosofía escolástica, de la cual emanan los términos actio immanens y actio transiens, y que se constituye en la absoluta diferencia entre ambas expresiones. Autores como Wolff y Spinoza adoptaron esta interpretación, sobre todo en este último, donde la inmanencia se erige como un punto de apoyo y noción elemental del método spinozista. Esto se debe a que según Spinoza, Dios es causa inmanente en oposición a causa transitiva de todas las cosas en este método. Si Dios es la causa de todas las cosas que residen en Él, y que todo está en Dios, fuera de Él no es concebible la existencia de ningún cuerpo porque Dios es causa inmanente y no transitiva de todo lo que existe. Esta corriente, calificada también como “inmanentismo racionalista” es propia del pensamiento moderno; la trascendencia se suele ubicar en las filosofías contemporáneas. 
El sistema de Spinoza se identifica con cualquier planteamiento filosófico perteneciente al panteísmo, de modo que inmanencia en este caso es un concepto en el que la existencia de todos los seres no puede ser explicada sin la presencia de Dios.
También se considera filosofía inmanentista la que mantiene la preeminencia de la experiencia religiosa interna por encima de la sapiencia reflexiva de Dios. En  Maurice Blondel y sobre todo en Edouard Le Roy tenemos una acérrima defensa de esta perspectiva.
El concepto de inmanencia, entendido aquí como total y consciente rechazo de la trascendencia, es también importante en la tradición marxista. Particularmente, Antonio Gramsci califica la filosofía de la praxis como un "inmanentismo absoluto", un "historicismo absoluto" y un "humanismo absoluto".
Algunos antropólogos como Marvin Harris, entienden que los seres humanos son los únicos seres vivos que tienen esta característica, la Inmanencia, siendo ésta la base de la Cultura. Es la interpretación no solo de lo que se conoce, sino también de lo que no se conoce. El resto de los seres se adaptan, aprenden que hay fenómenos que se repiten, pueden vincular acontecimientos como causa-efecto, tienen conciencia de que pueden proteger y ser protegidos, tienen sentimientos, emociones, códigos de comunicación, memoria e incluso inteligencia colectiva, pero no inmanencia y por tanto no cultura.